# Snedybde
 Denne artikel bør gennemlæses af en person med fagkendskab for at sikre den faglige korrekthed.

Snedybde er angivelsen af sneens dybde eller højde på et bestemt sted. Snedybden afhænger af blandt andet temperatur, solstråling, vind, sneens og jordoverfladens egenskaber. Der er også forskel mellem snedybde og snetæthed. Ny tør sne giver for eksempel en stor snehøjde, men en lille snetæthed .
I Danmark foretages målingerne ved Danmarks Meteorologiske Institutets manuelle målestationer. Snedybder måles i centimeter.